# Публий Клавдий Пулхер (суфектконсул)
Вижте пояснителната страница за други личности с името Публий Клавдий Пулхер.
Публий Клавдий Пулхер (на латински: Publius Claudius Pulcher; * ок. 60 г.) e суфектконсул на Римската империя през 1 или 2 век.

## Биография
Син е на Клавдий Пулхер (* ок. 30 г.). Внук е на Клавдий Пулхер (* ок. 5 пр.н.е.) и правнук на Апий Клавдий Пулхер, който е магистър на Монетния двор през 11 пр.н.е. Праправнук е на Публий Клодий Пулхер (претор 31 пр.н.е.), който е син на Публий Клодий Пулхер (народен трибун 59 пр.н.е.).
Той се жени и има син Апий или Публий Клавдий Пулхер (* ок. 90 г.), който има син Апий Клавдий Пулхер (* 120 г., суфектконсул 2 век) и дъщеря Клодия Пулхра, която е майка на император Пупиен.